# Neptosternus silvester
Neptosternus silvester är en skalbaggsart som beskrevs av Guignot 1960. Neptosternus silvester ingår i släktet Neptosternus och familjen dykare. Inga underarter finns listade i Catalogue of Life.